# Mazowiecki Związek Piłki Nożnej
Mazowiecki Związek Piłki Nożnej – wojewódzki związek piłki nożnej, zarządzający rozgrywkami województwa mazowieckiego, z siedzibą w Warszawie.

## Rozgrywki
Prowadzi m.in. następujące rozgrywki:
- IV liga w piłce nożnej (grupa mazowiecka)
- V liga w piłce nożnej (grupy mazowiecka I i mazowiecka II)
- Klasa okręgowa
- Klasa A
- Klasa B

## Okręgowe Związki Piłki Nożnej

### Ciechanowsko-Ostrołęcki OZPN
- Klasa okręgowa (jedna grupa)
- A-klasa polska w piłce nożnej (jedna grupa)
- B-klasa polska w piłce nożnej (dwie grupy)

### Siedlecki OZPN
- Klasa okręgowa (jedna grupa)
- A-klasa polska w piłce nożnej (jedna grupa)
- B-klasa polska w piłce nożnej (jedna grupa)

### Radomski OZPN
- Klasa okręgowa (jedna grupa)
- A-klasa polska w piłce nożnej (dwie grupy)
- B-klasa polska w piłce nożnej (dwie grupy)

### Płocki OZPN
- Klasa okręgowa (jedna grupa)
- A-klasa polska w piłce nożnej (jedna grupa)
- B-klasa polska w piłce nożnej (jedna grupa)